# Ikon (powieść)
Ikon – thriller autorstwa Grahama Mastertona, wydany w 1983 roku.
Bohaterem Ikonu jest kucharz Daniel. Gdy jego przyjaciel, żołnierz, zostaje zamordowany, Daniel postanawia odkryć kto jest zabójcą. Pomaga mu w tym dziennikarka, Kathy Forbes. Razem odkrywają spisek, który trwa od 20 lat. Stany Zjednoczone Ameryki są pod całkowitą kontrolą Związku Radzieckiego, reprezentowanego przez Nikołaja Niekrasowa o pseudonimie Ikon. Jego miejsce chce zająć Kama. Gdyby to zrobił oficjalnie ogłosiłby władzę Sowietów. Nieświadom tego Daniel zabija Ikona i jego ludzi. Kilka dni później pod domem Kucharza parkuje samochód mordercy, który zabił jego przyjaciela.